# コーヒーが飲めません
「コーヒーが飲めません」（コーヒーがのめません）は、日本のボーカルダンスユニット・M!LKの通算1枚目となるシングル。
2015年3月25日にSDRから発売された。

## 概要
表題曲は、アニメ「ぱんきす!2次元」のエンディングテーマ。

## 収録曲
1. コーヒーが飲めません [3:10]
作詞・作曲：岡部波音
  - アニメ「ぱんきす!2次元」エンディングテーマ
2. イチニノサン [4:45]
作詞・作曲：B＆C factory

## 収録アルバム
- 王様の牛乳
- Jewel（初回限定盤B）